# 班洪事件

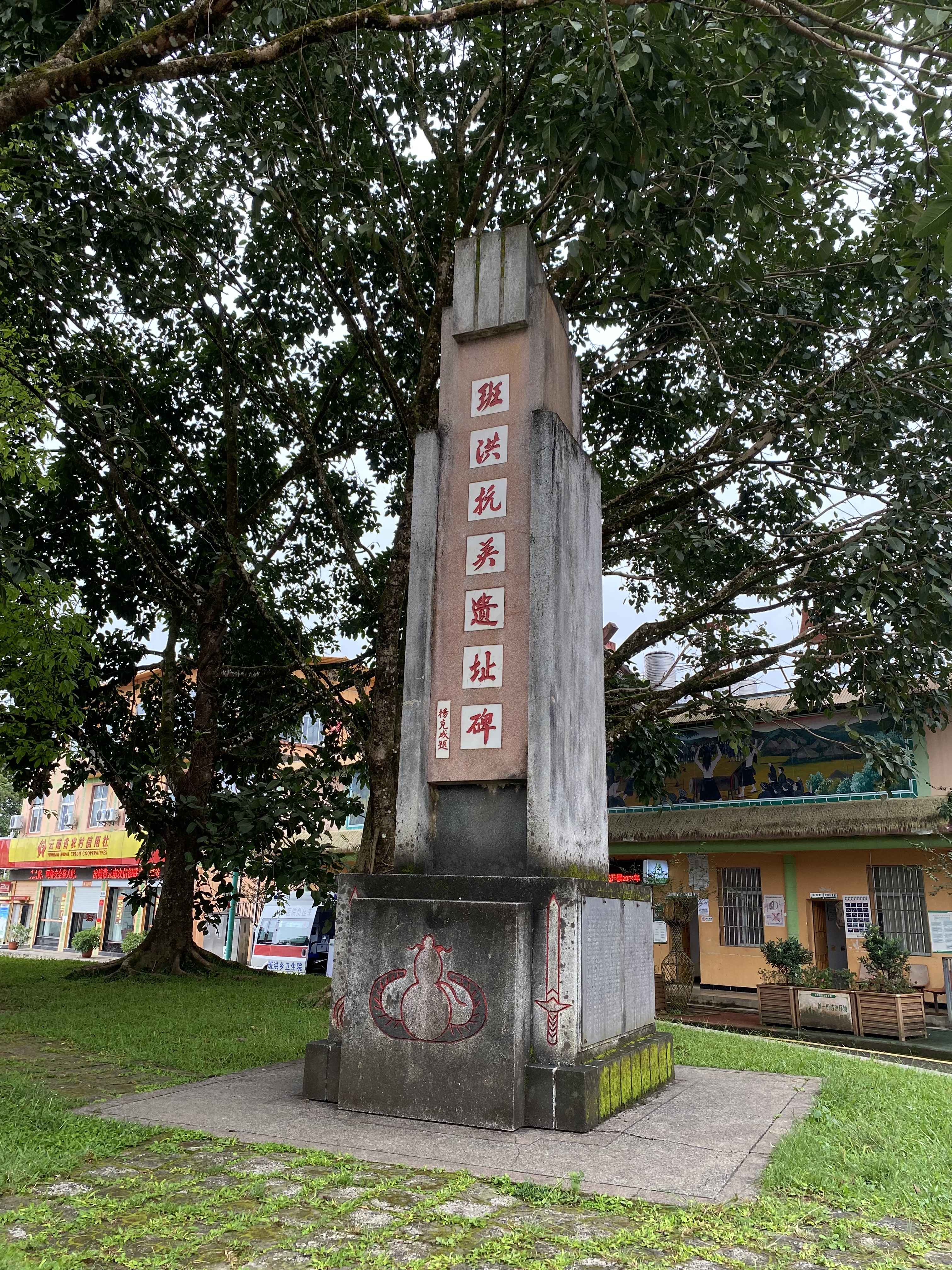
班洪抗英遗址碑

班洪事件是1933年英屬緬甸的緬甸公司（英語：Burma Corporation Limited）為了開發爐房銀礦（炉房是一个银矿地名，面积约15平方公里，地处班老、永邦部落的交界处。清初属班老辖地，清末直到民国时期属班洪辖地。）進入班洪地區後，1934年2月英軍與當地佤族居民發生的武裝衝突。這一事件導致了中英重啟邊界談判。1935年緬甸公司的撣邦（佤邦屬於撣邦第二特區）銀礦產量是582.6萬金衡盎司。
1941年6月18日，中英兩國政府換文規定中國有投資緬甸爐房礦產企業最多49%的權利。1960年中華人民共和國與緬甸簽訂《中緬邊界條約》放棄此權利。